# 금석배 전국학생축구대회
금석배 전국학생축구대회는 전라북도 군산시에서 열리는 전국 규모의 초·중·고 학생 축구대회로, 축구인 채금석을 기념하기 위하여 1992년 창설되었다.

## 역사
2008년까지는 중고교부와 초등부가 분리되어 전라북도의 여러 시·군을 돌며 개최되었으나, 이후로 하나로 통합되어 군산시에서 개최된다.
현재는 홀수년도에 고등학교 대회가, 짝수년도에 초등학교와 중학교 대회가 열리고 있다.

## 역대 우승 팀 및 개인 수상 내역

### 고등부
| 횟수 | 연도 | 우승                             | 준우승                        | 최우수선수(MVP)               | 득점왕                            | 비고     |
| ---- | ---- | -------------------------------- | ----------------------------- | ----------------------------- | --------------------------------- | -------- |
| 01   | 1993 | 중학교와 초등학교 대회만 개최    | 중학교와 초등학교 대회만 개최 | 중학교와 초등학교 대회만 개최 | 중학교와 초등학교 대회만 개최     |          |
| 02   | 1994 | 군산제일고등학교                 | 진주상업고등학교              | 하은철 (군산제일고)           | 없음                              |          |
| 03   | 1995 | 한양공업고등학교                 | 풍생고등학교                  | 이형석 (한양공고)             | 고민기 (풍생고) 최훈 (한양공고)   |          |
| 04   | 1996 | 이천실업고등학교                 | 서울경신고등학교              | 김영국 (이천실고)             | 없음                              |          |
| 05   | 1997 | 이리고등학교                     | 군산제일고등학교              | ?                             | ?                                 |          |
| 06   | 1998 | 이리고등학교                     | ?                             | ?                             | ?                                 | 근거자료 |
| 07   | 1999 | 학성고등학교                     | 전주공업고등학교              | ?                             | ?                                 |          |
| 08   | 2000 | 운봉공업고등학교                 | 태성고등학교                  | ?                             | ?                                 |          |
| 09   | 2001 | 동국대학교 사범대학 부속고등학교 | 경희고등학교                  | ?                             | ?                                 |          |
| 10   | 2005 | 서울대신고등학교                 | 청주상업고등학교              | ?                             | ?                                 |          |
| 11   | 2003 | 금호고등학고                     | 신평고등학교                  | ?                             | ?                                 | 근거자료 |
| 12   | 2004 | 이리고등학교                     | 전주공업고등학교              | 신동빈 (이리고)               | 조동건 (이리고)                   |          |
| 13   | 2005 | 이리고등학교                     | 안동고등학교                  | 곽광선 (이리고)               | 조동건 (이리고)                   |          |
| 14   | 2006 | 동대부속고등학교                 | 중동고등학교                  | 변영민 (동대부고)             | 한정연 (동대부고)                 |          |
| 15   | 2007 | 중학교와 초등학교 대회만 개최    | 중학교와 초등학교 대회만 개최 | 중학교와 초등학교 대회만 개최 | 중학교와 초등학교 대회만 개최     |          |
| 16   | 2008 | 경희고등학교                     | 고양고등학교                  | 황규범 (경희고)               | 신관수 (재현고)                   |          |
| 17   | 2009 | 부평고등학교                     | 전주공업고등학교              | 김문주 (부평고)               | 김태준 (안동고) 주슬기 (순천고)   |          |
| 18   | 2010 | 정명고등학교                     | 군산제일고등학교              | 임진욱 (정명고)               | 임진욱 (정명고)                   |          |
| 19   | 2011 | 중학교와 초등학교 대회만 개최    | 중학교와 초등학교 대회만 개최 | 중학교와 초등학교 대회만 개최 | 중학교와 초등학교 대회만 개최     |          |
| 20   | 2012 | 보인고등학교                     | 신갈고등학교                  | 노상민 (보인고)               | 성봉재 (보인고) 안셋 (강릉문성고) |          |
| 21   | 2013 | 중학교와 초등학교 대회만 개최    | 중학교와 초등학교 대회만 개최 | 중학교와 초등학교 대회만 개최 | 중학교와 초등학교 대회만 개최     |          |
| 22   | 2014 | 인천하이텍고등학교               | 부평고등학교                  | 정석호 (하이텍고)             | 없음                              |          |
| 23   | 2015 | 중학교와 초등학교 대회만 개최    | 중학교와 초등학교 대회만 개최 | 중학교와 초등학교 대회만 개최 | 중학교와 초등학교 대회만 개최     |          |
| 24   | 2016 | 용운고등학교                     | 인천대건고등학교              | 김태성 (용운고)               | 김재철 (이리고)                   |          |
| 25   | 2017 | 중학교와 초등학교 대회만 개최    | 중학교와 초등학교 대회만 개최 | 중학교와 초등학교 대회만 개최 | 중학교와 초등학교 대회만 개최     |          |
| 26   | 2018 |                                  |                               |                               |                                   |          |
| 27   | 2019 | 중학교와 초등학교 대회만 개최    | 중학교와 초등학교 대회만 개최 | 중학교와 초등학교 대회만 개최 | 중학교와 초등학교 대회만 개최     |          |
| 28   | 2020 |                                  |                               |                               |                                   |          |
| 29   | 2021 | 중학교와 초등학교 대회만 개최    | 중학교와 초등학교 대회만 개최 | 중학교와 초등학교 대회만 개최 | 중학교와 초등학교 대회만 개최     |          |
| 30   | 2022 |                                  |                               |                               |                                   |          |

### 중등부
| 횟수 | 연도 | 우승                            | 준우승                          | 최우수선수(MVP)                 | 득점왕                            | 비고 |
| ---- | ---- | ------------------------------- | ------------------------------- | ------------------------------- | --------------------------------- | ---- |
| 01   | 1993 | 부평동중학교                    | 전주해성중학교                  | 이효원 (부평동중)               | 조민근 (부평동중)                 |      |
| 02   | 1994 | 서울경신중학교                  | 전남광양중학교                  | 황재민 (경신중)                 | 추운기 (한양중)                   |      |
| 03   | 1995 | 서울경신중학교                  | 이리동중학교                    | 조자룡 (경신중)                 | 이상일 (이리동중) 안홍찬 (경신중) |      |
| 04   | 1996 | 이리동중학교                    | 남지중학교                      | 김영현 (이리동중)               | 유주현 (남강중)                   |      |
| 05   | 1997 | 경기수성중학교                  | 영서중학교                      | ?                               | ?                                 |      |
| 06   | 1998 | 영서중학교                      | ?                               | ?                               | ?                                 |      |
| 07   | 1999 | 남수원중학교                    | 순천매산중학교                  | ?                               | ?                                 |      |
| 08   | 2000 | 이리동중학교                    | ?                               | ?                               | ?                                 |      |
| 09   | 2001 | 광주북성중학교                  | ?                               | ?                               | ?                                 |      |
| 10   | 2002 | 문래중학교                      | 남강중학교                      | ?                               | ?                                 |      |
| 11   | 2003 | 남수원중학교                    | 전남장흥중학교                  | ?                               | ?                                 |      |
| 12   | 2004 | 경신중학교                      | 이리동중학교                    | 백정헌 (경신중)                 | 전효재 (동대부중)                 |      |
| 13   | 2005 | 안산부곡중학교                  | 군포중학교                      | 김승민 (부곡중)                 | 심재명 (군포중)                   |      |
| 14   | 2006 | 여수구봉중학교                  | 전남광양중학교                  | 정용희 (구봉중)                 | 송수영 (구봉중)                   |      |
| 15   | 2007 | 부평동중학교                    | 여수구봉중학교                  | 조영준 (부평동중)               | 조성빈 (부평동중) 송수영 (구봉중) |      |
| 16   | 2008 | 고등학교와 초등학교 대회만 개최 | 고등학교와 초등학교 대회만 개최 | 고등학교와 초등학교 대회만 개최 | 고등학교와 초등학교 대회만 개최   |      |
| 17   | 2009 | 전남장흥중학교                  | 세일중학교                      | 최수지 (장흥중)                 | 오현 (세일중) 황신영 (경신중)     |      |
| 18   | 2010 | 고등학교와 초등학교 대회만 개최 | 고등학교와 초등학교 대회만 개최 | 고등학교와 초등학교 대회만 개최 | 고등학교와 초등학교 대회만 개최   |      |
| 19   | 2011 | 구로중학교                      | 세일중학교                      | 심지훈 (구로중)                 | 서명원 (신평중)                   |      |
| 20   | 2012 | 고등학교와 초등학교 대회만 개최 | 고등학교와 초등학교 대회만 개최 | 고등학교와 초등학교 대회만 개최 | 고등학교와 초등학교 대회만 개최   |      |
| 21   | 2013 | 완주중학교                      | 광주광덕중학교                  | 김재영 (완주중)                 | 임준식 (완주중)                   |      |
| 22   | 2014 | 고등학교와 초등학교 대회만 개최 | 고등학교와 초등학교 대회만 개최 | 고등학교와 초등학교 대회만 개최 | 고등학교와 초등학교 대회만 개최   |      |
| 23   | 2015 | 해남중학교                      | 고창북중학교                    | 박다산 (해남중)                 | 없음                              |      |
| 24   | 2016 | 고등학교와 초등학교 대회만 개최 | 고등학교와 초등학교 대회만 개최 | 고등학교와 초등학교 대회만 개최 | 고등학교와 초등학교 대회만 개최   |      |
| 25   | 2017 | 포항제철중학교                  | 인천광성중학교                  | 박건우 (포철중)                 | 없음                              |      |
| 26   | 2018 | 고등학교와 초등학교 대회만 개최 | 고등학교와 초등학교 대회만 개최 | 고등학교와 초등학교 대회만 개최 | 고등학교와 초등학교 대회만 개최   |      |
| 27   | 2019 |                                 |                                 |                                 |                                   |      |
| 28   | 2020 | 고등학교와 초등학교 대회만 개최 | 고등학교와 초등학교 대회만 개최 | 고등학교와 초등학교 대회만 개최 | 고등학교와 초등학교 대회만 개최   |      |
| 29   | 2021 |                                 |                                 |                                 |                                   |      |

## 참고 문헌
- 역대 우승팀 기록 기사

## 같이 보기
- 금석배 전국초등학생축구대회